# Сябри (село)
Сябри́ (до 2024 року — Новоросійське) — село в Україні, у Лазурненській селищній громаді Скадовського району Херсонської області. Населення становить 737 осіб.

## Історія
Село засноване у 1929 році переселенцями з Білорусі. Старожили оповідають, що перші родини добиралися сюди кіньми цілих два з половиною місяці. Їхали шукати кращої долі в чужих краях, аж поки не дісталися берегу Джарилгацької затоки. У 1930-х роках, заселення села ще тривало, а відтак село майже оминули політичні репресії. У порівнянні з сусідньою Птахівкою та Володимирівкою, зовсім невелика кількість мешканців села була репресована більшовицькою владою. Серед жертв політичних репресій:
- Матвій Миколайович Шелухін, 1912 р.н., білорус, уродженець с. Брилівка Мінської області. Органи НКВД заарештували його 28 листопада 1943 р. Засуджений до 10 років ГУЛАГу, з поразкою у правах на 5 років та з конфіскацією майна, за звинуваченням у посібництві нацистам.[2]
- Якимцов Федір Дорофейович, 1912 р.н., білорус, уродженець с. Бірулі Могилівської області. Заарештований НКВД 28 червня 1945 р. Засуджений до 7 років ГУЛАГу, з поразкою у правах на 3 років, за звинуваченням у посібництві нацистам.[3]

Однак, попри свою коротку історію, Сябри можуть похвалитися археологічними пам'ятками. Неподалік від села розташована низка курганів з залишками поховань епохи міді і бронзи (ІІІ — ІІ тис. до н. е.).
24 лютого 2022 року село тимчасово окуповане російськими військами під час російсько-української війни.
19 вересня 2024 року Верховна Рада підтримала перейменування села Новоросійське на Сябри. 26 вересня 2024 року перейменування набуло чинності.

## Населення
Згідно з переписом УРСР 1989 року чисельність наявного населення села становила 649 осіб, з яких 308 чоловіків та 341 жінка.
За переписом населення України 2001 року в селі мешкали 733 особи.
У селі проживає одна з найбільших білоруських громад Херсонської області. В окремих хатах, у колі сімейного спілкування, досі можна почути білоруську або використання окремих білоруських слів у побуті.
Слід зазначити, що білоруси села Сябри, у порівнянні з аналогічними білоруськими поселеннями на Миколаївщині, деякою мірою й зберегли рідну мову на побутовому рівні і значну частину своїх фольклорних традицій, хоча в більшості своїй зазнали акультурації з боку українців. Натомість білоруси сіл Засілля (Бармашове), Явкине та Снігурівки, розташованих у межах 30-60 км від Миколаєва під час перепису населення, проведеного вже в 1926 р., називали себе росіянами.

### Мова
Розподіл населення за рідною мовою за даними перепису 2001 року:
| Мова       | Відсоток |
| ---------- | -------- |
| українська | 85,07 %  |
| російська  | 8,41 %   |
| білоруська | 4,07 %   |
| вірменська | 2,04 %   |
| молдовська | 0,14 %   |
| інші       | 0,27 %   |

## Господарство і трудова зайнятість

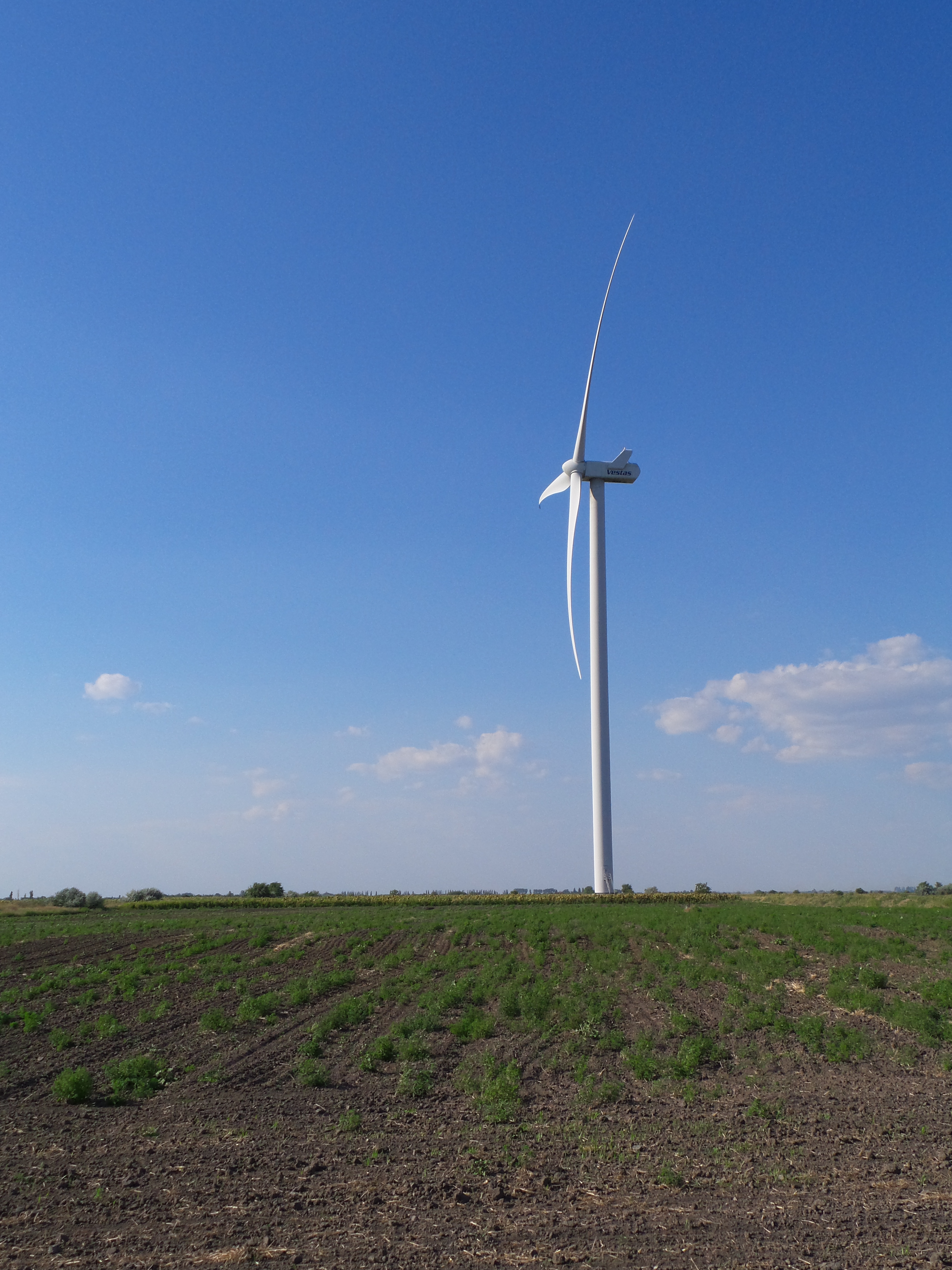
Вітряк вітрової електростанції. 2016 р.

У 2012 р., у межах села, товариство з обмеженою відповідальністю «Віндкрафт Україна», що спеціалізується на розробці та інвестуванні проектів вітрової енергетики в Україні, спорудило вітрову електростанцію. Станція має потужність 9,806 МВт, яка стала першим подібним об'єктом на території області. Станція дозволяє забезпечити електроенергією більше 3 тисяч домогосподарств. Станція «Новоросійське» складається з 3 вітряків. Кожна вітроустановка має висоту осі 94 метра, діаметр ротора 112 метрів і потужність 3 МВт.
Більшість населення зайнята у сільському господарстві, займаються рибальством. Селяни займаються обробкою присадибних ділянок, вирощують фрукти та овочі, збут яких відбувається як на ринку сільгосппродукції у Великих Копанях, так і в селищі Лазурне (у курортний сезон).
Найпоширенішими сільгоспкультурами, які вирощують на полях є помідори, огірки, салатний перець, кавуни та дині.
В літній період року частина населення працездатного віку задіяна в туристичній галузі селища Лазурне. Кілька десятків чоловіків з Сябрів працюють у будівельній галузі на території селища Лазурне. Щоранку вони вирушають до Лазурного на легкових автомашинах або велосипедами, протягом дня працюють на будівництві (різноробами, мулярами, електриками, сантехніками тощо), а на вечір повертаються до дому.

## Соціальна сфера
У селі функціонує фельдшерсько-акушерський пункт, будинок культури (відремонтований у 2013 р.) та продуктовий магазин. Діти шкільного віку відвідують школу у сусідньому с. Володимирівка.

## Релігія

Храм Святих Первоверховних апостолів Петра і Павла УАПЦ. Літо 2016 р.

Переважна більшість мешканців села є православними християнами. У 2016 р. у Сябрах, стараннями митрофорного протієрея Степана Рудя (благочинний Скадовського благочиння), було споруджено храм Святих Первоверховних апостолів Петра і Павла УАПЦ. Настоятель парафії — ієрей Андрій Суддя. Громада храму малочисельна. Зазвичай недільне богослужіння відвідує 5-7 парафіян. У великі церковні свята до храму приходить від 20 до 50 селян. Попри те, що храм відкрив двері для вірян ще взимку 2016 р., далеко не всі будівельні роботи завершено. Станом на серпень 2016 р. церква мала дах, проте не мала перекриття (стелі), не було підведено світла, стіни зовні не були поштукатурені.

## Відомі люди
У селі мешкає мати-героїня Овсянікова Наталя Олександрівна, яка виховує 9-х дітей. Жінка була удостоєна цього звання Указом Президента України від 22 жовтня 2009 року № 851/2009.

## Галерея

Храм Святих Первоверховних апостолів Петра і Павла УАПЦ
Інтер'єр храму
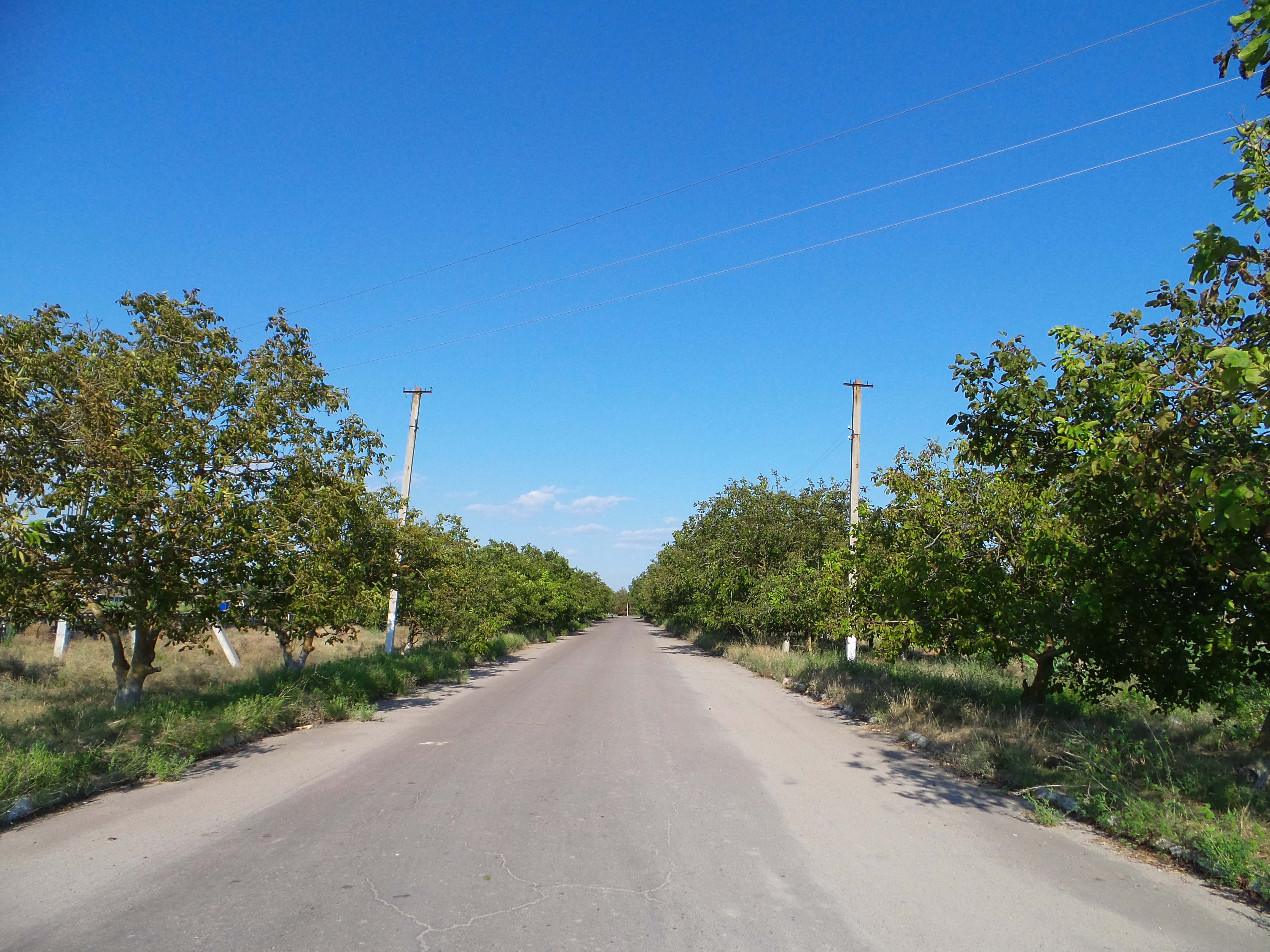
Вулиця села влітку.
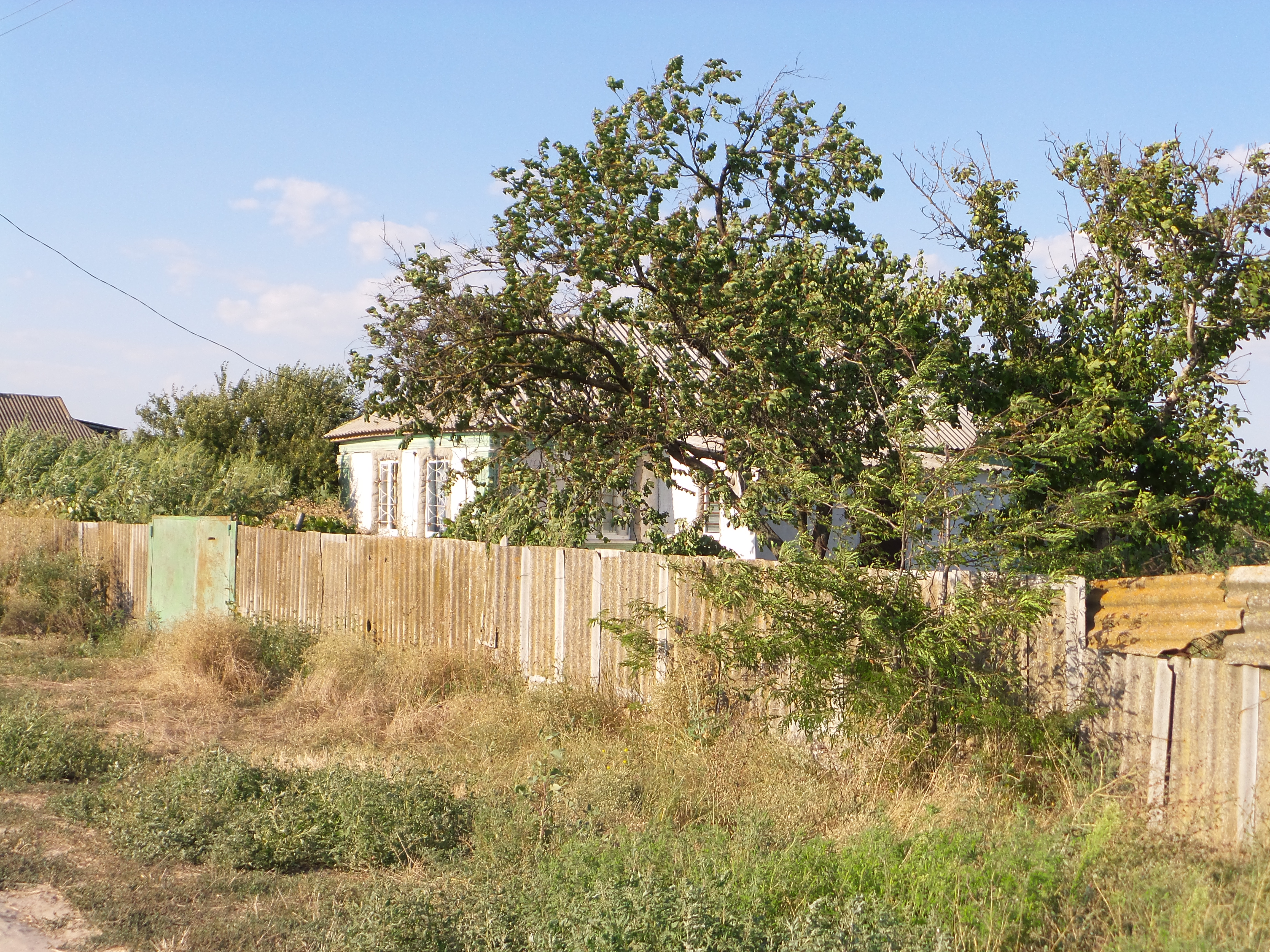
Сільське подвір'я влітку.
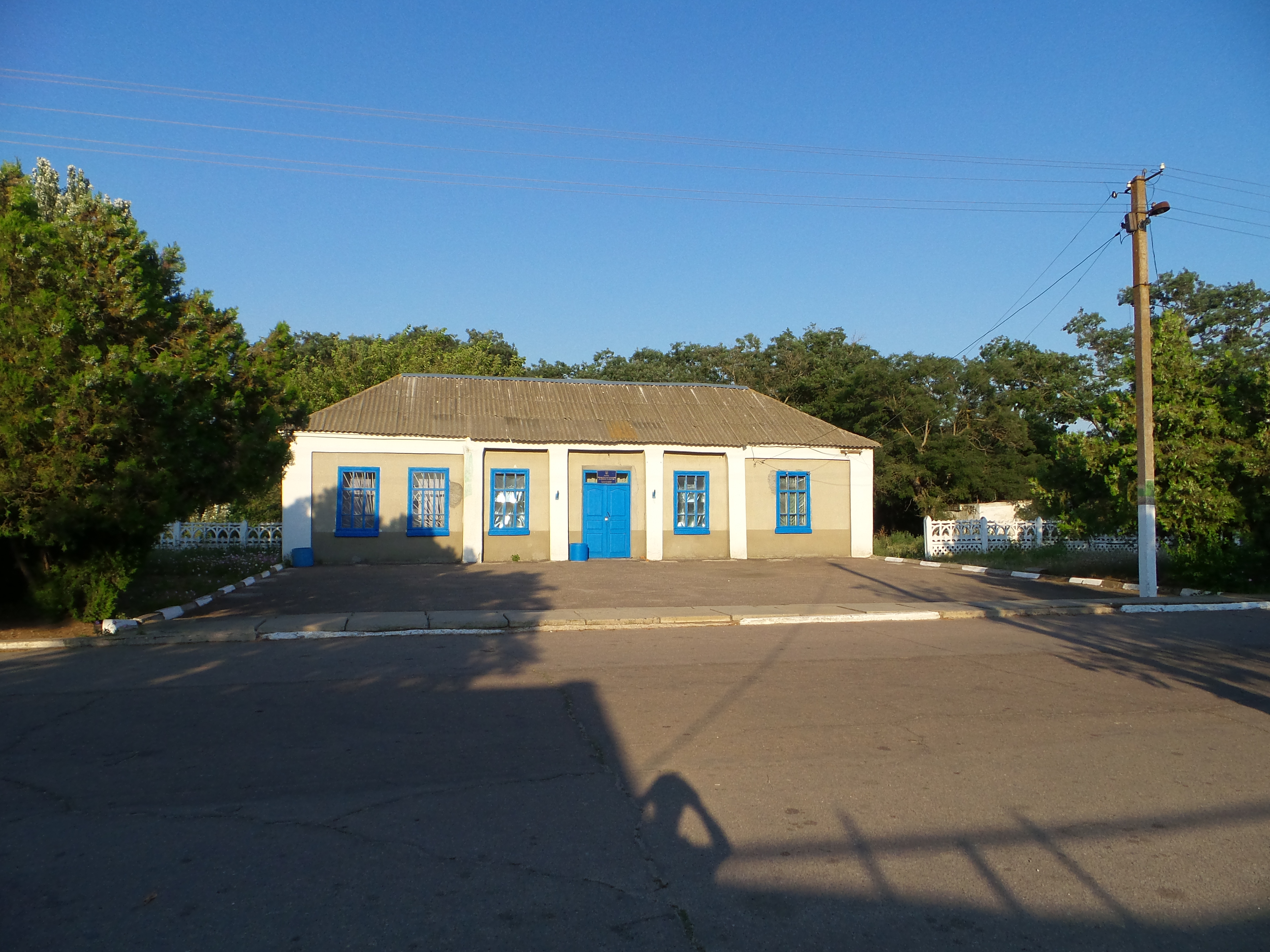
Будинок культури